# Klučovský kopec
Klučovský kopec je přírodní památka v okrese Třebíč západně od obce Klučov. Oblast spravuje Krajský úřad Kraje Vysočina. Důvodem ochrany je lokalita koniklece lučního (Pulsatilla pratensis), je to jediná lokalita v Kraji Vysočina, kde kvete tato rostlina. Přírodní památka o výměře 0,72 ha byla vyhlášena v roce 1982.

## Geologické poměry
Podloží je tvořeno tmavým hrubozrnným durbachitem.

## Flora
Přírodní památka je tvořena řídkými pastvinami se suchomilným trávníkem. K vidění je zde koniklec luční (Pulsatilla pratensis), který se zde nachází v početné populaci, dále bedrník obecný (Pimpimela saxifraga), bika ladní (Luzula campestris), česnek viniční (Allium vineale), hvozdík kropenatý (Dianthus deltoides), jetel horský (Trifolium montanum), kručinka barvířská (Genista tinctoria), mateřídouška vejčitá (Thymus pulegioides), mochna písečná (Potentilla arenaria), rozrazil rozprostřený (Veronica prostata), sesel sivý (Seseli osseum).

## Fauna
Na území je vázán především hmyz a ještěrka obecná (Lacerta agilis).

## Péče o území
Dříve bylo území využíváno ke spásání a bylo koseno. Od 50. let 20. století však kosení neprobíhalo pravidelně, později bylo území ponecháno ladem. V současné době jsou z území odstraňovány náletové dřeviny a území je pravidelně udržováno kosením.

## Galerie

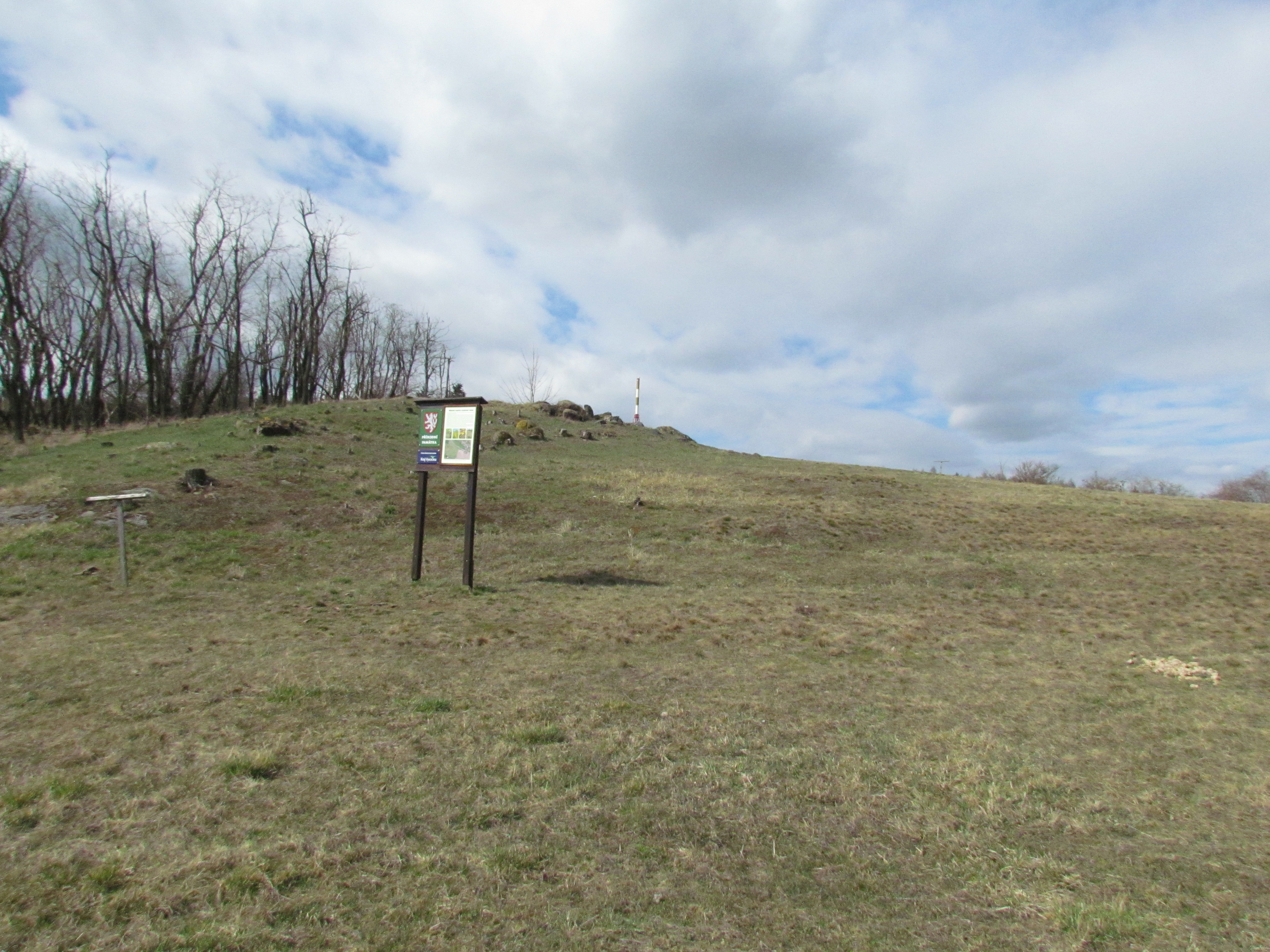
PP Klučovský kopec s infopanelem
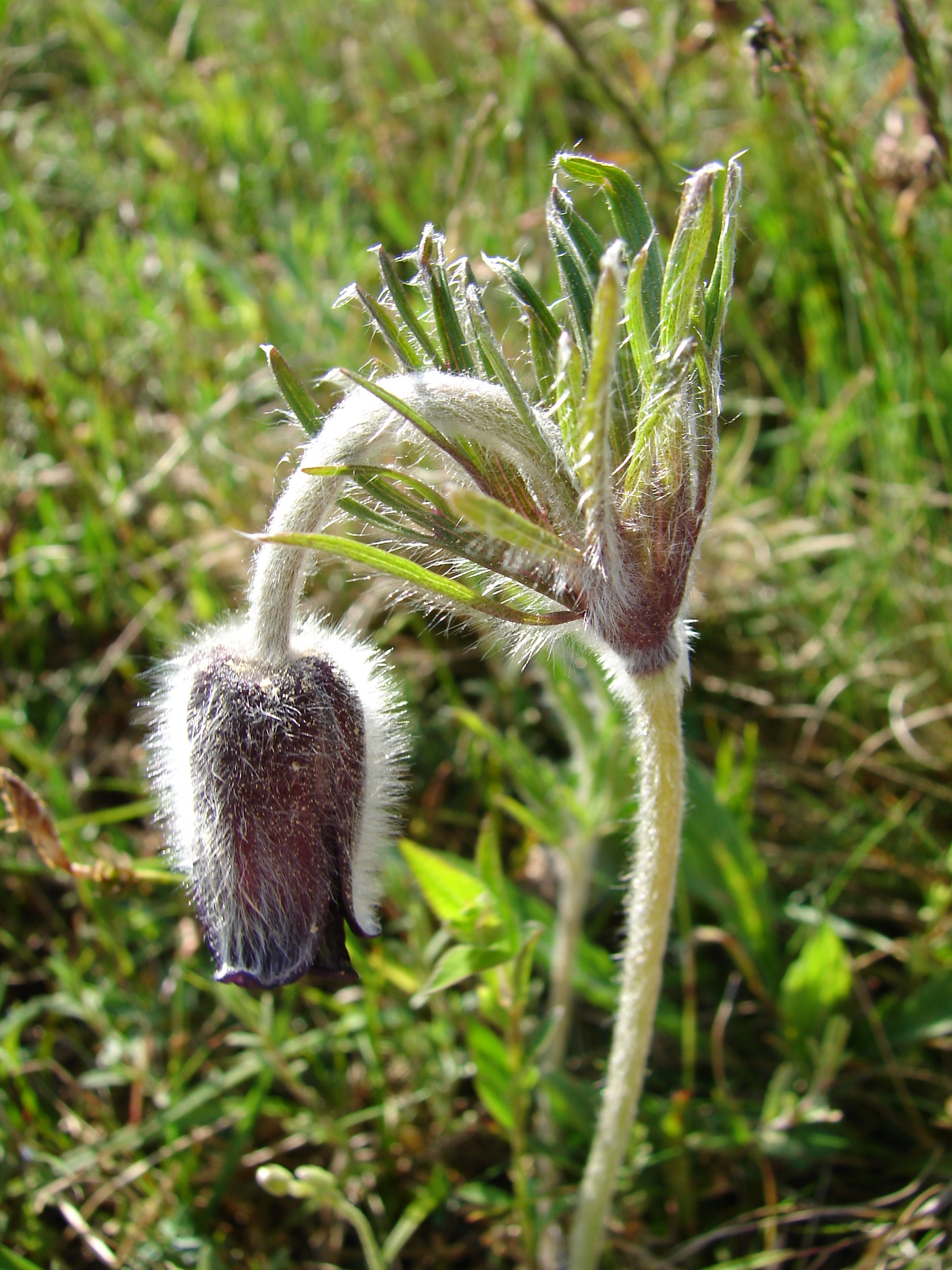
Koniklec luční na Klučovském kopci
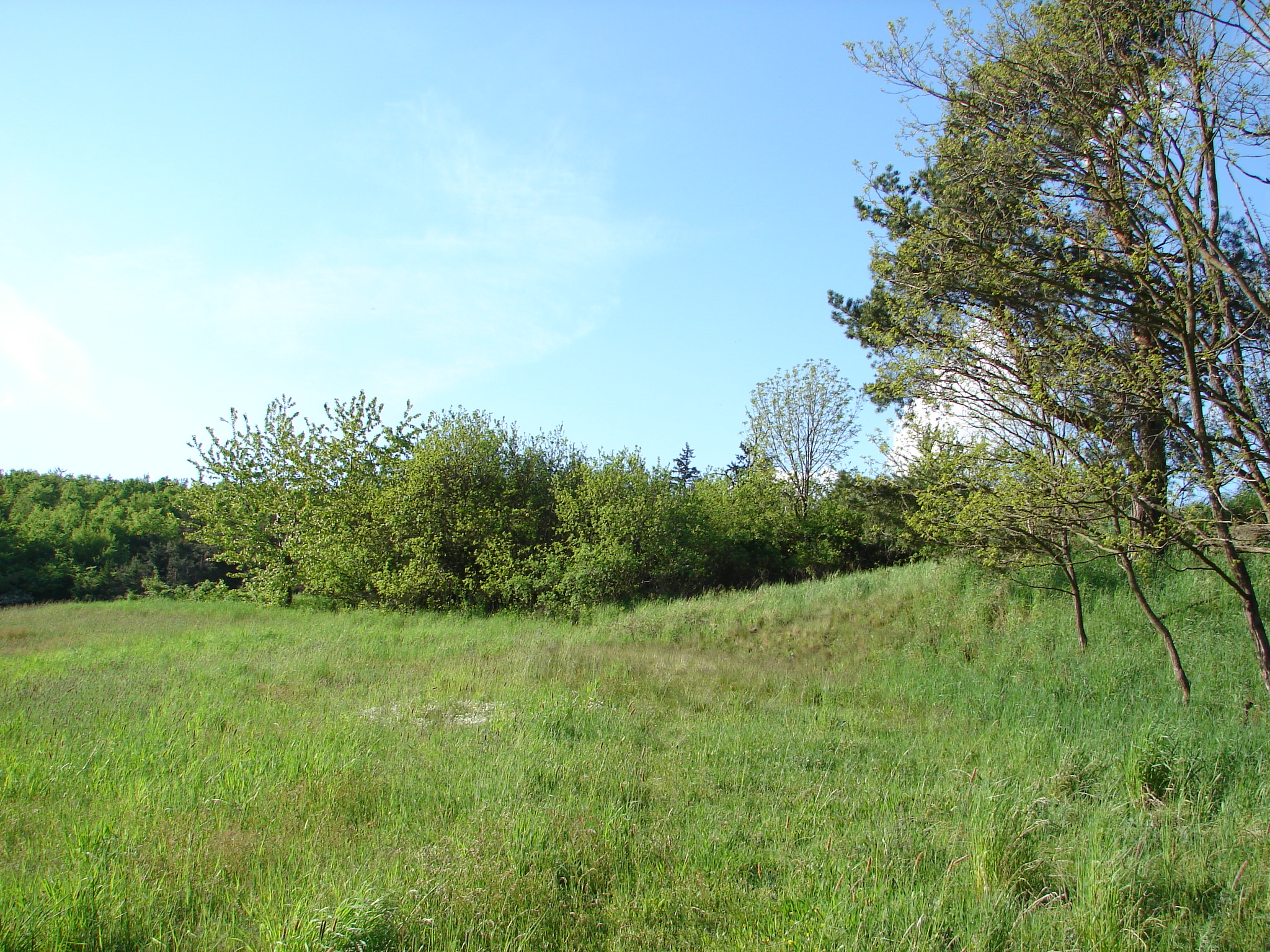
Typická krajina u Klučovského kopce
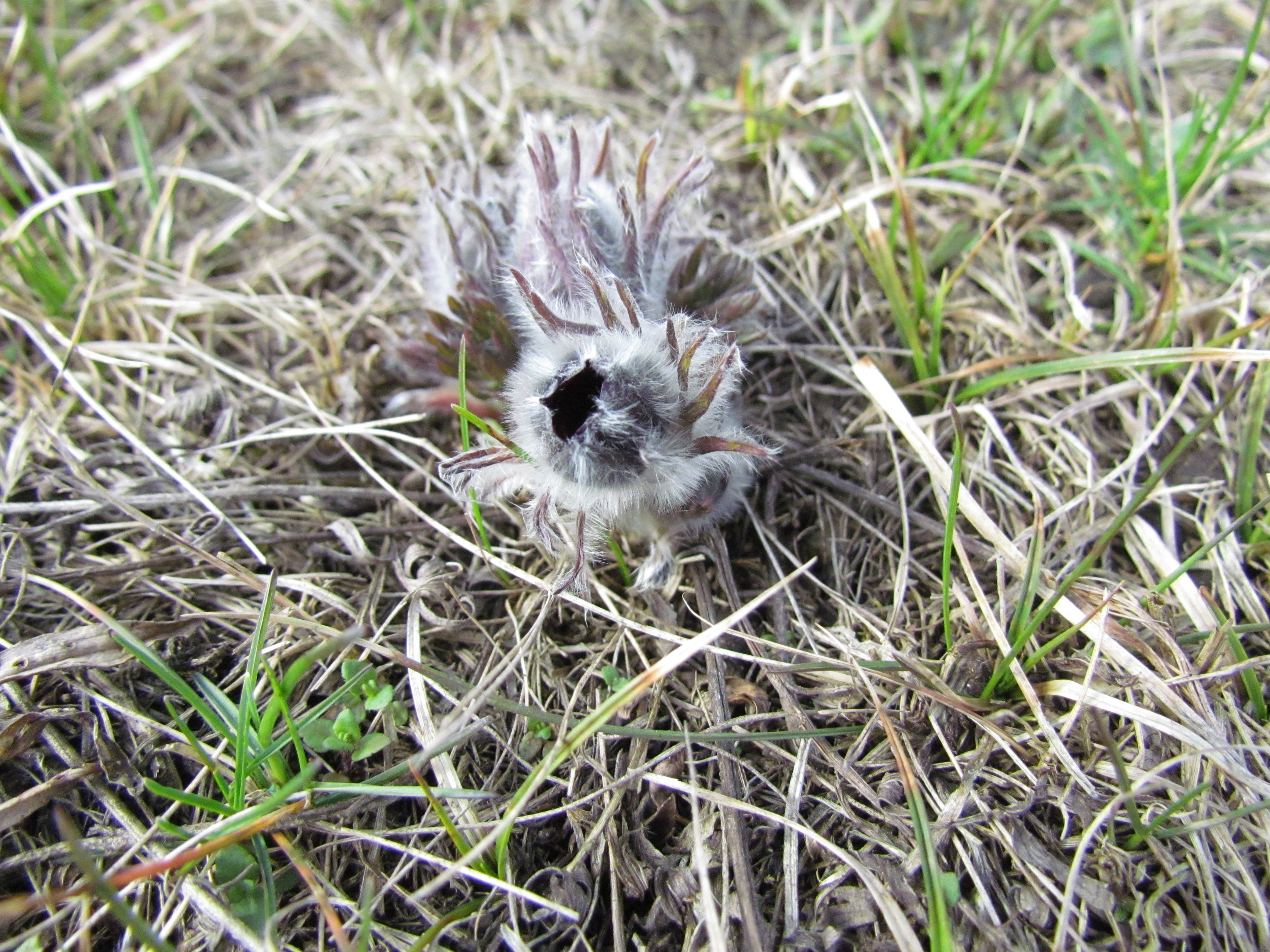
Koniklec luční na jaře na Klučovském kopci